# Meritsjleri
Meritsjleri (Bulgaars: Меричлери) is een kleine stad in Bulgarije. Het stadje is gelegen in de gemeente Dimitrovgrad,  oblast Chaskovo. De stad ligt hemelsbreed 22 km ten noordoosten van de stad Chaskovo en 189 km ten zuidoosten van de hoofdstad Sofia.

## Bevolking
Op 31 december 2019 telde de stad 1.450 inwoners, een daling vergeleken met het maximum van 4.113 inwoners in 1956.
| Bevolkingsontwikkeling tussen 1934 en 2019          |
| --------------------------------------------------- |
|                                                     |
| Bron: Nationaal Statistisch Instituut van Bulgarije |

In de stad wonen vooral etnische Bulgaren (77%), maar ook een significante minderheid van etnische Roma (21%).
| Etnische samenstelling van de respondenten (2011) | Etnische samenstelling van de respondenten (2011) | Etnische samenstelling van de respondenten (2011) | Etnische samenstelling van de respondenten (2011) | Etnische samenstelling van de respondenten (2011) |
| ------------------------------------------------- | ------------------------------------------------- | ------------------------------------------------- | ------------------------------------------------- | ------------------------------------------------- |
|                                                   |                                                   |                                                   |                                                   |                                                   |
| Bulgaren                                          | Bulgaren                                          |                                                   | 77,0%                                             | 77,0%                                             |
| Turken                                            | Turken                                            |                                                   | 0,7%                                              | 0,7%                                              |
| Roma                                              | Roma                                              |                                                   | 21,1%                                             | 21,1%                                             |
| Anders/Onbekend                                   | Anders/Onbekend                                   |                                                   | 1,2%                                              | 1,2%                                              |

Bodrovo · Brod · Brjast · Dlagnevo ·
Dobritsj · Dolno Belevo · Goljamo Asenovo · Gorski Izvor · Jabalkovo · Kasnakovo · Krepost · Kroem · Malko Asenovo · Meritsjleri · Radievo · Rajnovo ·Svetlina · Skobelevo · Stalevo · Stransko · Tsjernogorovo · Varbitsa · Velikan · Voden · Zdravets · Zlatopole